# Vlastimil Kybal

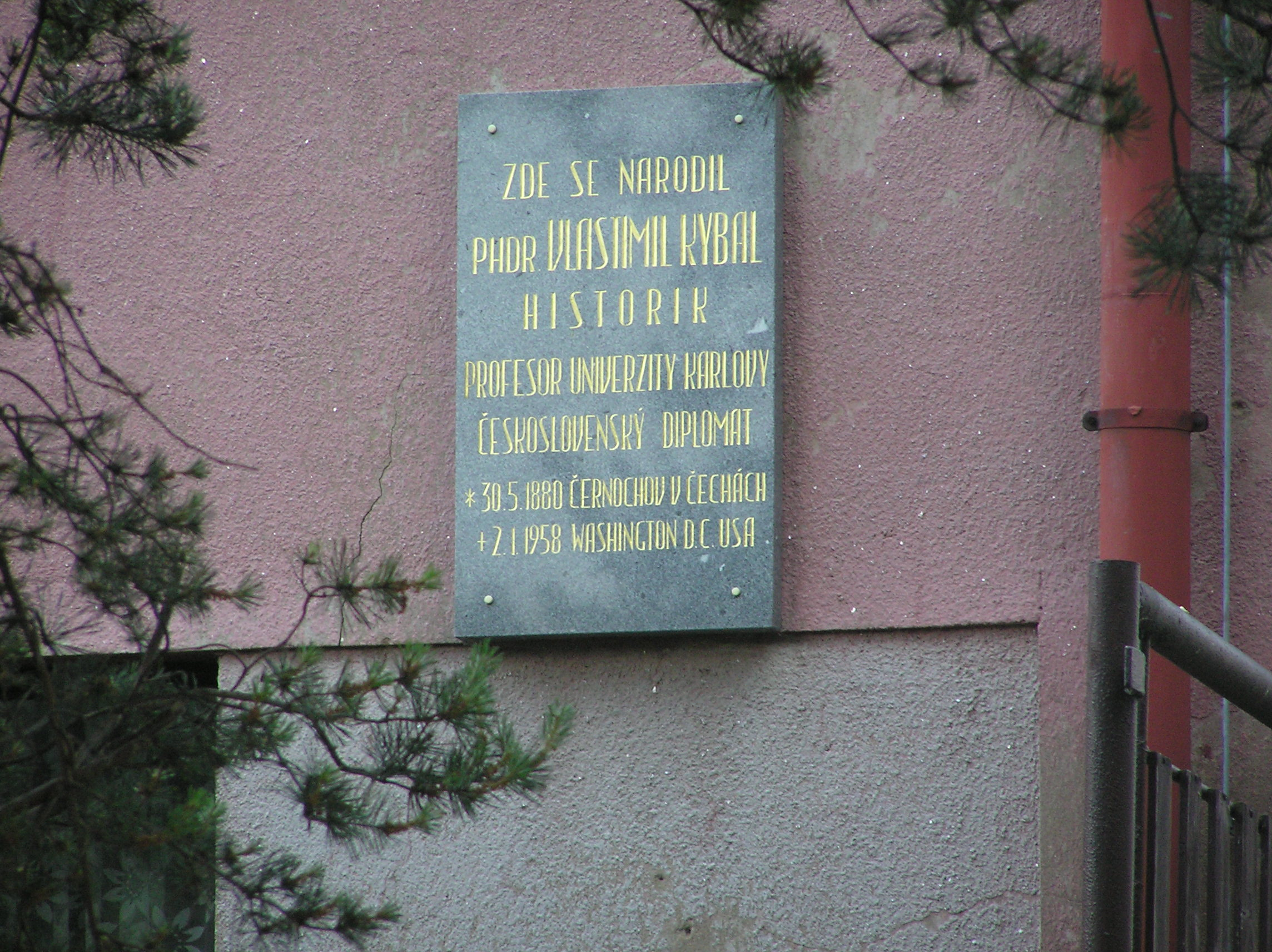
Černochov, Kybalova pamětní deska

Vlastimil Kybal (30. května 1880 Černochov u Loun – 2. ledna 1958 Washington, D.C.) byl český historik, profesor Karlovy univerzity a diplomat. Zabýval se hlavně duchovními postavami středověku a politikou raného novověku.

## Život
Vlastimil Kybal pocházel z rodiny rolníka Václava Kybala. Maturoval roku 1899 na gymnáziu ve Slaném. V letech 1899-1903 vystudoval historii a filosofii na Filozofické fakultě UK v Praze. Mezi jeho učiteli byli Jaroslav Goll, Josef Pekař, Josef Šusta, Václav Novotný a filosofové František Drtina a Tomáš Garrigue Masaryk. 28. října roku 1903 obhájil disertační práci De ecclesia, quid Mathias de Janov docuerit (volně přeloženo „O církvi v učení mistra Matěje z Janova“). Do roku 1905 učil na Jiráskově gymnáziu a byl jmenován asistentem historického semináře na FF UK. V roce 1906 studoval v Paříži u E. Denise a dalších a na univerzitě v Bonnu. V následujících letech navštívil řadu archivů ve Francii, Německu, Itálii a Švýcarsku, kde učinil několik významných objevů. Roku 1911 se habilitoval prací „Jindřich IV. a Evropa v letech 1609–1610“ a roku 1918 byl jmenován profesorem. Zasazoval se o reformu univerzitního studia.
Od roku 1920 působil v diplomatických službách. Nejdříve v letech 1920 až 1925 jako velvyslanec v Římě, od února roku 1925 do roku 1927 v Brazílii s akreditací pro Argentinu, od roku listopadu 1927 do roku 1933 v Madridu. V letech 1933–1935 přednášel v Praze a pak se stal v letech 1935 až 1939 vyslancem v Mexiku, kde se oženil s malířkou Anou Sanez. Válku strávil v exilu, přednášel na řadě amerických univerzit a v Kongresové knihovně ve Washingtonu spolupracoval na uspořádání tamních bohemik. Byl držitelem vysokých státních vyznamenání italských a španělských.

## Dílo
Vedle uvedené habilitační práce se zabýval velkými duchovními postavami pozdního středověku, Františkem z Assisi (1913), Anežkou Českou, Matějem z Janova a napsal společně s V. Novotným velkou práci o Janu Husovi (1923–1931), kde podrobně rozebral jeho učení. V knize „Arnošt Denis a Bílá Hora“ (1912) kritizoval některé Denisovy závěry. Kromě toho je autorem menších prací o Latinské Americe, o zahraničních vztazích a knihy o K. H. Borovském (1941).